# In Death Reborn
In Death Reborn è il quarto album del supergruppo hip hop statunitense Army of the Pharaohs, pubblicato il 22 aprile 2014 e distribuito da Enemy Soil.
L'album entra alla posizione numero 63 della Billboard 200 e fa breccia anche nella classifica R&B nel Regno Unito. Il disco ottiene generalmente recensioni positive tuttavia, secondo Grant Jones di RapReviews, il prodotto non è «coeso», giudicandolo insufficientemente.
| Recensione | Giudizio |
| ---------- | -------- |
| AllMusic   | [ 1 ]    |
| RapReviews | [ 3 ]    |
| HipHopDX   | [ 4 ]    |
| Exclaim!   | [ 5 ]    |

## Tracce
1. Curse of the Pharaohs – 4:03 (testo: Vinnie Paz, Apathy, Celph Titolod, Esoteric, Reef the Lost Cauze – musica: Blastah Beatz)
2. Midnight Burial – 4:21 (testo: Reef the Lost Cauze, Crypt the Warchild, Esoteric, Des Devious, Celph Titolod – musica: C-Lance)
3. Broken Safeties (featuring Lawrence Arnell) – 4:06 (testo: Apathy, Lawrence Arnell, Vinnie Paz, Celph Titolod – musica: Vanderslice)
4. God Particle – 3:47 (testo: Vinnie Paz, Planetary, Esoteric, Apathy, Celph Titolod – musica: Stu Bangas)
5. Luxor Temple – 4:35 (testo: Blacastan, Vinnie Paz, Apathy, Esoteric, Celph Titolod, Planetary – musica: Paul Nice)
6. Azrael – 4:19 (testo: Block McCloud, Reef the Lost Cauze, Vinnie Paz, Crypt the Warchild – musica: Frank Grimes)
7. The Demon's Blade – 4:29 (testo: Vinnie Paz, Celph Titolod, Apathy, Blacastan, Planetary, Esoteric – musica: Leaf Dog)
8. See You in Hell – 3:29 (testo: Celph Titolod, Planetary, Blacastan, Vinnie Paz – musica: C-Lance)
9. Headless Ritual – 2:56 (testo: Blacastan, Apathy, Vinnie Paz, King Syze, Zilla, Planetary – musica: Apathy)
10. Visual Camouflage – 4:20 (testo: Apathy, Zilla, Vinnie Paz, King Magnetic, Celph Titolod, Esoteric – musica: Juan Muteniac)
11. Ninkyo Dantai (Yakuza) – 3:38 (testo: Vinnie Paz, Celph Titolod, Blacastan, Apathy, Esoteric, Planetary – musica: Panik)
12. Digital War – 5:03 (testo: Celph Titolod, OuterSpace, Blacastan, Esoteric, Apathy, Vinnie Paz – musica: Lecs Beats)
13. 7th Ghost – 4:19 (testo: Reef the Lost Cauze, Doap Nixon, Blacastan, Demoz, Vinnie Paz – musica: Grim Reaperz)
14. Sumerians – 3:44 (testo: Vinnie Paz, Blacastan, Apathy, Celph Titolod, Esoteric – musica: Frank Grimes)

Durata totale: 57:09

## Classifiche
| Classifica (2014)         | Posizione massima |
| ------------------------- | ----------------- |
| UK R&B                    | 33                |
| Stati Uniti               | 63                |
| US Independent Albums     | 10                |
| US Top Rap Albums         | 9                 |
| US Top R&B/Hip-Hop Albums | 16                |